# Agrotis violascens
Agrotis violascens là một loài bướm đêm trong họ Noctuidae.